# Indonesia Open 1997
L'Indonesia Open 1997 è un torneo di tennis giocato sul cemento. È la 5ª edizione del torneo, che fa parte della categoria Tier IV nell'ambito del WTA Tour 1997. Si è giocato al Gelora Senayan Stadium di Giacarta in Indonesia, dal 22 al 27 aprile 1997.

## Campionesse

### Singolare
Naoko Sawamatsu ha battuto in finale  Yuka Yoshida con il punteggio di 6–3, 6–2

### Doppio
Kerry-Anne Guse /  Kristine Radford hanno battuto in finale  Lenka Němečková /  Yuka Yoshida con il punteggio di 6–4, 5–7, 7–5